# 長沼稔雄
長沼 稔雄（ながぬま としお、1891年（明治24年）1月27日 - 1973年（昭和48年）5月6日）は、大日本帝国陸軍軍人。最終階級は陸軍少将。旧姓は安田。

## 経歴
山口県出身。陸軍士官学校第25期卒業。1923年（大正12年）8月、陸軍歩兵大尉に進級し、1927年（昭和2年）7月に陸軍歩兵学校教官兼同校研究部部員に就任した。1931年（昭和6年）3月に陸軍歩兵少佐に進み、8月には陸軍技術本部附兼陸軍歩兵学校研究部部員に転じ、1932年（昭和7年）8月に陸軍造兵廠廠員兼陸軍歩兵学校研究部部員陸軍技術本部部員となった。1934年（昭和9年）8月に歩兵第43連隊附に移り、1936年（昭和11年）3月に陸軍歩兵中佐に進級した。
同年5月30日に支那駐屯軍戦車隊長（北支那方面軍）に着任し、日中戦争勃発後には同方面に出動した。1939年（昭和14年）3月9日、陸軍歩兵大佐に進級し、8月1日に陸軍戦車学校教導隊長に就任した。1941年（昭和16年）9月に第3戦車団長（第25軍）に転じ、南方方面に出征した。
1943年（昭和18年）3月、陸軍少将進級と同時に独立戦車第4旅団長に着任した。同年12月27日に陸軍機甲整備学校長に転じ、終戦時は東京に位置した。